# 腕带蛸
腕带蛸，八腕目章鱼科双章鱼属的一个种，主要分布于澳大利亚周围海域，最大胴体长度40毫米。